# Entgeltabrechnung
Die Entgeltabrechnung (oder Lohn- und Gehaltsabrechnung) ist im Personalwesen eine vom Arbeitgeber erstellte periodische Abrechnung über das gezahlte Arbeitsentgelt in Textform.

## Allgemeines
Sie wiederholt sich in dem Turnus, der in Arbeitsvertrag, Betriebsvereinbarung oder im Tarifvertrag für die Lohn-, Gehalts- oder Besoldungszahlung vorgesehen ist (meist monatlich) und gilt als Nachweis für die vom Arbeitgeber an den Arbeitnehmer zu zahlende Gegenleistung für die erbrachte Arbeitsleistung. Die Entgeltabrechnung ist auf das Dauerschuldverhältnis zurückzuführen, zu der ein Arbeitsverhältnis gehört. Sie besteht aus allen Bezügen (Bruttolohn/Bruttogehalt), die dem Arbeitnehmer gesetzlich oder vertraglich zustehen und allen Abzügen, die gesetzlich oder vertraglich ausgelöst werden. Die Differenz zwischen beiden ist das Netto-Entgelt. Die Abrechnung bezweckt die Information über die erfolgte Zahlung, damit der Arbeitnehmer die Abrechnung überprüfen und erkennen kann, warum er den ausgezahlten Betrag erhält.

## Inhalt und Aufgaben
Entgeltabrechnungen sind meist sehr umfangreich und für den Leser komplex, weil sie eine Vielzahl von Rechtspflichten aus den verschiedensten Rechtsgebieten erfüllen müssen. Hierzu gehören insbesondere Arbeitsrecht, Gewerberecht, Sozialversicherungsrecht, Steuerrecht oder Vertragsrecht. Die Entgeltabrechnung muss alle Angaben zur Identifikation des Arbeitgebers, des Arbeitnehmers (Stammdaten) sowie die relevanten Angaben, die diese Abrechnung nachvollziehbar machen, enthalten. Dazu gehören insbesondere Firma und Anschrift des Arbeitgebers, Arbeitgeberbeiträge, Name, Anschrift, Geburtsdatum und Sozialversicherungsnummer des Arbeitnehmers, Beginn des Beschäftigungsverhältnisses, elektronische Lohnsteuerabzugsmerkmale (wie Lohnsteuerklasse), Urlaubsdaten oder geldwerte Vorteile.
Zu den Aufgaben einer Entgeltabrechnung gehören unter anderem die Festlegung des Arbeitslohns unter Beachtung der rechtlichen und vertraglichen Ansprüche, die Berechnung der Lohn- und Kirchensteuer und der Sozialversicherungsbeiträge oder die Buchung als Personalkosten.

## Rechtsfragen
Zahlreiche gesetzliche Grundlagen in der Gewerbeordnung (GewO), im SGB IV und SGB V regeln Detailfragen zur Entgeltabrechnung. Gemäß § 108 Abs. 1 GewO ist dem Arbeitnehmer bei Zahlung des Arbeitsentgelts eine Abrechnung in Textform oder in elektronischer Form mit Textausdruck zu erteilen. Diese Abrechnung muss mindestens Angaben über Abrechnungszeitraum und Zusammensetzung des Arbeitsentgelts enthalten. Hinsichtlich der Zusammensetzung sind insbesondere Angaben über Art und Höhe der Zulagen, Zuschläge, sonstige Vergütungen, Art und Höhe der Abzüge, Abschlagszahlungen sowie Vorschüsse erforderlich. Nach dem Wortlaut konstituiert § 108 Abs. 1 GewO keinen generellen Rechtsanspruch auf Erteilung einer Entgeltabrechnung, sondern dieser Anspruch entsteht erst bei Zahlung des Arbeitsentgelts. Das Arbeitsentgelt, die gesetzlichen Abzüge (Steuern, Sozialversicherungsbeiträge) und der Auszahlungsbetrag sind gemäß § 107 GewO in Euro zu berechnen und auszuweisen.
Als Rechtsbegriff taucht die Entgeltabrechnung in § 28a Abs. 2a SGB IV auf. Der Arbeitgeber hat gemäß § 28f Abs. 1 SGB IV für jeden Beschäftigten Entgeltunterlagen zu führen, wozu auch die Entgeltabrechnungen gehören. Nach § 41 Abs. 1 EStG hat der Arbeitgeber am Ort der Betriebsstätte für jeden Arbeitnehmer und jedes Kalenderjahr ein Lohnkonto zu führen. Die Beitragsverfahrensverordnung (BVV) enthält zahlreiche Formvorschriften für die Führung von Lohnunterlagen. So hat nach § 8 BVV der Arbeitgeber in den Entgeltunterlagen eine Vielzahl von Angaben über die Beschäftigten aufzunehmen. Meldungen und Beitragsnachweise des Arbeitgebers werden in elektronischer Form aufgrund § 1 Datenerfassungs- und -übermittlungsverordnung (DEÜV) automatisch an Behörden übermittelt. 
Nach § 82 Abs. 2 Satz 1 Hs. 1 BetrVG kann jeder Arbeitnehmer verlangen, dass ihm die Berechnung und Zusammensetzung des Arbeitsentgelts erläutert wird. Dieses Erläuterungsrecht gibt es auch dann, wenn kein Betriebsrat besteht. Besteht ein Betriebsrat, kann der Arbeitnehmer ein Mitglied des Betriebsrats hinzuziehen (§ 82 Abs. 2 Satz 2 BetrVG), das zu Stillschweigen verpflichtet ist (§ 82 Abs. 2 Satz 3 BetrVG).
Für die Zahlung der Besoldung nach § 1 Abs. 2 und 3 BBesG hat der Zahlungsempfänger auf Verlangen ein Girokonto anzugeben (§ 17a BBesG); das gilt auch für alle anderen Arbeitsverhältnisse, weil eine Barauszahlung in Form der Lohntüte unüblich geworden ist.
Die Abrechnung gehört zu den Arbeitspapieren und ist stets eine Holschuld, der Arbeitnehmer muss daher seine Abrechnung bei dem Arbeitgeber abholen. Nach § 242 BGB kann der Arbeitgeber im Einzelfall gehalten sein, dem Arbeitnehmer die Abrechnung nachzuschicken.

## Wirtschaftliche Aspekte
Zur Erstellung der Entgeltabrechnung wird spezifisch hierfür programmierte Standardsoftware in Form der Stapelverarbeitung genutzt, die entweder in der Datenverarbeitung des Arbeitgebers läuft oder bei einem Dienstleister oder Steuerberater angewendet wird. Letztere Möglichkeiten werden vor allem durch kleine und mittlere Unternehmen genutzt, während Großunternehmen die eigene Datenverarbeitung im Rahmen der Lohnbuchhaltung nutzen.  
Einige Daten der Entgeltabrechnung fließen in die Lohnsteuerbescheinigung, welche von den Arbeitgebern gemäß § 93c AO nach Ablauf eines Kalenderjahres elektronisch an Finanzbehörden zu übermitteln ist. Tarifliche Lohn- und Gehaltserhöhungen sind oft mit Rückwirkung verbunden, so dass die Entgeltabrechnung auch eine korrigierende Rückrechnung für vergangene Entgeltabrechnungen vornehmen kann.

## Entgeltbescheinigung
Wird eine Entgeltabrechnung zu Zwecken der Sozialversicherung ausgestellt, so spricht man von einer Entgeltbescheinigung (§ 108 Abs. 3 Satz 1 GewO). Inhalt und Verfahren einer solchen Entgeltbescheinigung sind in der am 1. Juli 2013 in Kraft getretenen Entgeltbescheinigungsverordnung geregelt. Sie hat eine „normierte Entgeltbescheinigung“ zum Ziel. Eine Entgeltbescheinigung hat folgende Angaben zu enthalten:
1. den Namen und die Anschrift des Arbeitgebers
2. den Namen, die Anschrift und das Geburtsdatum des Arbeitnehmers
3. die Versicherungsnummer des Arbeitnehmers (§ 147 SGB VI)
4. das Datum des Beginns der Beschäftigung
5. bei Ende der Beschäftigung das Datum des Endes der Beschäftigung (in der Bescheinigung für den letzten Abrechnungszeitraum)
6. den Abrechnungszeitraum sowie die Anzahl der darin enthaltenen Steuertage und Sozialversicherungstage
7. die Lohnsteuerklasse, gegebenenfalls einschließlich des gewählten Faktors, die Zahl der Kinderfreibeträge und die Merkmale für den Kirchensteuerabzug sowie gegebenenfalls Steuerfreibetrag und Steuerhinzurechnungsbetrag nach Jahr und Monat sowie die Steueridentifikationsnummer
8. den Beitragsgruppenschlüssel und die zuständige Einzugsstelle für den Gesamtsozialversicherungsbeitrag
9. gegebenenfalls die Angabe, dass ein Beitragszuschlag für Kinderlose nach § 55 Abs. 3 SGB XI erhoben wird
10. gegebenenfalls die Angabe, dass es sich um ein Beschäftigungsverhältnis in der Gleitzone nach § 20 Absatz 2 des Vierten Buches Sozialgesetzbuch handelt
11. gegebenenfalls die Angabe, dass es sich um eine Mehrfachbeschäftigung handelt.

Zusätzlich sind in der Entgeltbescheinigung mindestens folgende Entgeltbestandteile darzustellen:
- die Bezeichnung und der Betrag sämtlicher Bezüge und Abzüge, außer den Beiträgen und Arbeitgeberzuschüssen zu einer freiwilligen oder privaten Kranken- und Pflegeversicherung sowie dem Arbeitgeberanteil zu einer berufsständischen Versorgungseinrichtung, einzeln nach Art aufgeführt und jeweils mit der Angabe, ob sie sich auf den steuerpflichtigen Arbeitslohn, das Sozialversicherungsbruttoentgelt und das Gesamtbruttoentgelt auswirken und ob es sich dabei um laufende oder einmalige Bezüge oder Abzüge handelt
- der Saldo der vorgenannten Bezüge und Abzüge als

a) steuerpflichtiger Arbeitslohn, getrennt nach laufenden und sonstigen Bezügen und Abzügen,
b) Sozialversicherungsbruttoentgelt, gegebenenfalls abweichend je Versicherungszweig und getrennt nach laufenden und einmaligen Bezügen und Abzügen,
c) Gesamtbruttoentgelt ohne Trennung nach laufenden und einmaligen Bezügen und Abzügen;
- die gesetzlichen Abzüge vom steuerpflichtigen Arbeitslohn und Sozialversicherungsbruttoentgelt, getrennt nach laufendem und einmaligem Bruttoentgelt sowie nach dem Recht der Arbeitsförderung

1. das Nettoentgelt als Differenz des Gesamtbruttoentgeltes (s. o.) und den gesetzlichen Abzügen (s. o.)
2. der Arbeitgeberzuschuss zu den Beiträgen zu einer freiwilligen oder privaten Kranken- und Pflegeversicherung sowie der Arbeitgeberanteil zu einer berufsständischen Versorgungseinrichtung und die Gesamtbeiträge für den Arbeitnehmer, für die der Arbeitgeber die Zahlungsvorgänge für die Beiträge freiwillig übernimmt
3. die Bezeichnung und der Betrag weiterer Bezüge und Abzüge sowie Verrechnungen und Einbehalte, je einzeln nach Art, die sich nicht auf ein Bruttoentgelt (s. o.) auswirken oder aber zum Gesamtbruttoentgelt beitragen, jedoch nicht an den Arbeitnehmer ausgezahlt werden
4. der Auszahlungsbetrag als Saldo aus dem Nettoentgelt (s. o.) und den Beträgen nach den Nummern 5 und 6.

## Beispiel einer Entgeltabrechnung/bescheinigung

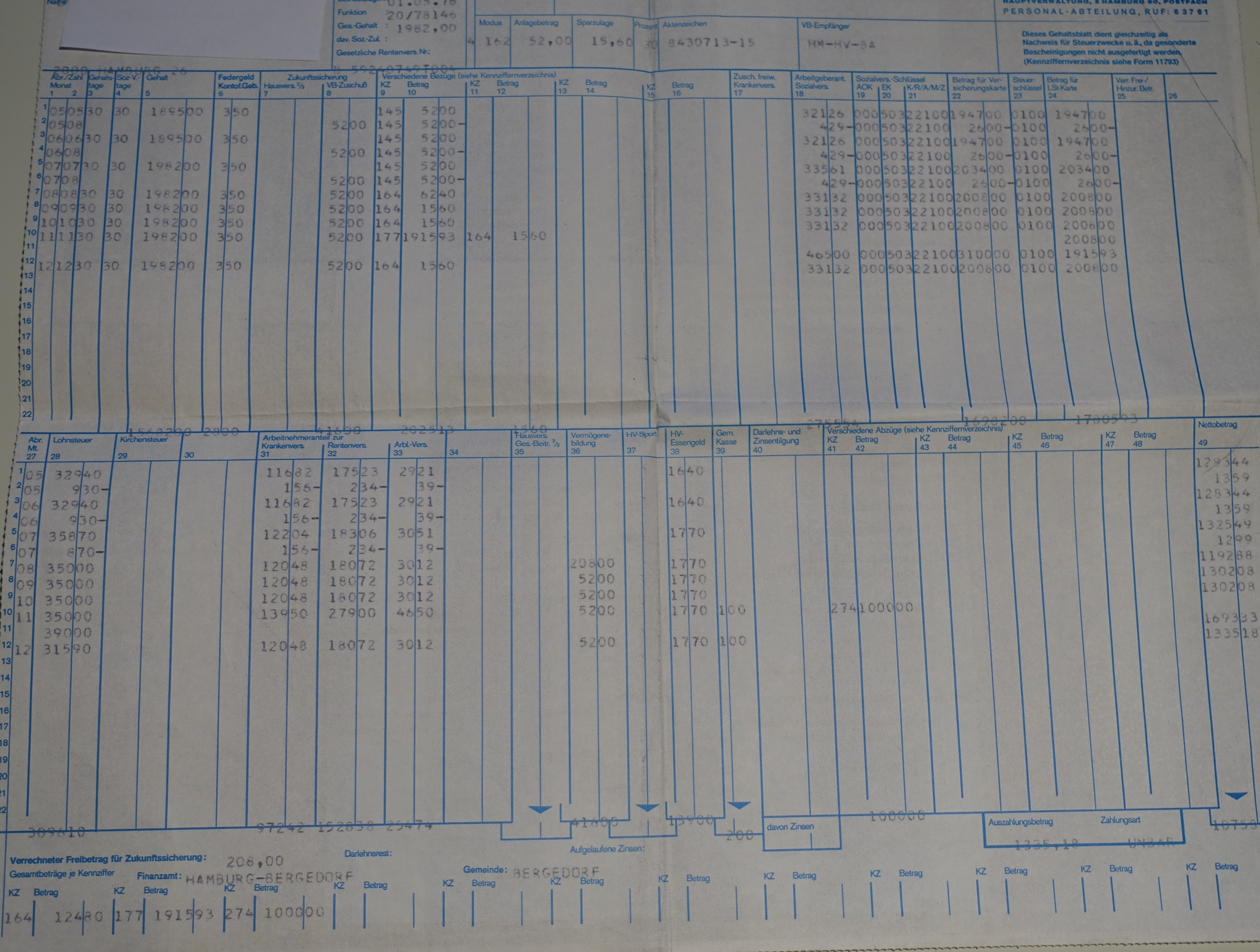
Entgeltabrechnung in einer Versicherungsgesellschaft 1976

Aus Wikimedia Commons, dem freien Medienarchiv
```
Laufende Bezüge (Gehalt, Wochenlohn, Monatslohn und Stundenlohn)
+ 
geldwerte Vorteile/Sachbezüge

+ 
Vermögenswirksame Leistungen
 des Arbeitgebers
+ 
betriebliche Altersvorsorge
 (Leistungen des Arbeitgebers)
= 
Gesamtbrutto

- Betriebliche Altersvorsorge (sozialversicherungsfreie Beträge)
= 
Sozialversicherungsbrutto
 (das beitragspflichtige Arbeitsentgelt)
- Steuerfreibeträge
- Betriebliche Altersvorsorge (steuerfreier Betrag, soweit nicht schon vom Sozialversicherungsbrutto abgezogen)
= 
Steuerbrutto
 (das steuerpflichtige Arbeitsentgelt)
- 
Lohnsteuer

- 
Kirchensteuer
 von der Lohnsteuer
- 
Solidaritätszuschlag
 von der Lohnsteuer
- 
Krankenversicherung
 Arbeitnehmer-Anteil
- 
Rentenversicherung
 Arbeitnehmer-Anteil
- 
Arbeitslosenversicherung
 Arbeitnehmer-Anteil
- 
Pflegeversicherung
 Arbeitnehmer-Anteil
- Beitragszuschlag Pflegeversicherung
= 
Nettoarbeitsentgelt
 nach Abzug der Steuern und Pflichtbeiträge vom Gesamtbrutto
- 
Sachbezüge

- 
Vermögenswirksame Leistungen
 des Arbeitnehmers
- Persönliche Abzüge (
Vorschuss
, 
Pfändung
, 
Tilgung
 
Arbeitgeberdarlehen
)
+ Steuer- und sozialversicherungsfreie 
Aufwandsentschädigungen

= 
Auszahlungsbetrag
 / 
Überweisung
 an den Arbeitnehmer
```

Weitere Angaben sind nur zulässig, soweit diese in einer tarif- oder arbeitsvertraglichen Vereinbarung, einer Betriebsvereinbarung oder einer anderen gesetzlichen Vorschrift vorgesehen sind.
Manche Großunternehmen bieten ihren Mitarbeitern die Möglichkeit, ihre Entgeltbescheinigungen über Employee Self Service, kurz ESS, (frei übersetzt: Mitarbeiter-Selbstbedienung, siehe auch Self-Service Technologies) selbst aufzurufen und auszudrucken.

## International
Anders als in Deutschland enthält die Schweizer Entgeltabrechnung keinen Lohnsteuerabzug als Vorauszahlung auf die fällige Einkommensteuer, weil die schweizerische Einkommenssteuer erst nach der Steuererklärung des Arbeitnehmers aufgrund des Steuerbescheids („Veranlagungsverfügung“ oder „Steuerverfügung“) fällig wird. Deshalb sind – bei gleichen Bruttobezügen – die Nettogehälter in der Schweiz höher als in Deutschland. 
Durch das Arbeitsrechtsänderungsgesetz 2015 müssen in Österreich alle Arbeitnehmer seit Januar 2016 einen „Lohn- oder Gehaltszettel“ in Schriftform erhalten, der auch in elektronischer Form möglich ist (§ 2f Arbeitsvertragsrechts-Anpassungsgesetz). Da hierauf ein Rechtsanspruch besteht, kann ihn der Arbeitnehmer notfalls vom Arbeitgeber einklagen. Wie die Entgeltabrechnung auszusehen hat, ist nicht geregelt. Die österreichische Lohnsteuer jedenfalls wird wie in Deutschland als Abzug in der Entgeltabrechnung berücksichtigt. Die Lohnsteuerbescheinigung heißt hier Jahreslohnzettel, der die Grundlage der Arbeitnehmerveranlagung darstellt.
In angelsächsischen Ländern ist die Entgeltabrechnung (englisch payroll statement oder einfach englisch payroll) eine Lohn- und Gehaltsabrechnung; „payroll“ kann aber auch als Bezeichnung für das gesamte Personal oder die gesamten Personalkosten verstanden werden.

## Trivia

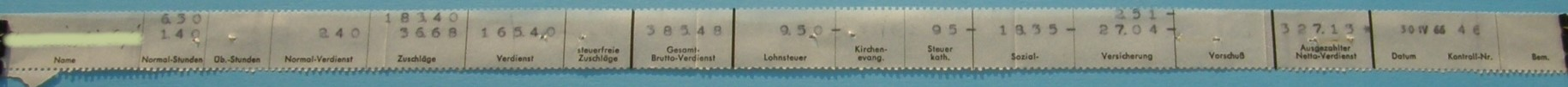
Lohnstreifen aus dem Jahr 1966

Die alte Bezeichnung „Lohnstreifen“ stammt aus den Anfangszeiten der Entgeltabrechnung. Die komplette Abrechnung wurde nur auf einem kleinen Papierstreifen bewerkstelligt, der als Durchschrift bei der Lohnbuchführung gefertigt wurde.
Der Begriff wird noch in einigen deutschsprachigen Regionen, wie Südtirol, für eine Entgeltabrechnung verwendet.
Eine andere Form der frühen Entgeltabrechnung fand auf der Außenseite von Lohntüten statt.